# وزیر اطلاعات و جهانگردی
وزیر اطلاعات و جهانگردی وزیر وزارت‌خانهٔ اطلاعات و جهانگردی و عضو هیئت دولت کشور شاهنشاهی ایران بود.
در اسفند ۱۳۴۲، اداره‌کل انتشارات و تبلیغات به وزارت اطلاعات تبدیل شد. در سال ۱۳۵۳ با پیوستن سازمان جلب سیاحان به این وزارت‌خانه، نام آن به وزارت اطلاعات و جهانگردی تغییر یافت.

## فهرست
| ر.                      | نام     | نام                              | نگاره                | آغاز تصدی        | پایان تصدی       | هیئت دولت      | م.     |
| ----------------------- | ------- | -------------------------------- | -------------------- | ---------------- | ---------------- | -------------- | ------ |
| وزیر اطلاعات            |         |                                  |                      |                  |                  |                |        |
| ۱                       |         | نصرت‌الله معینیان (۱۴۰۳–۱۳۰۰)     |                      | ۱۷ اسفند ۱۳۴۲    | ۶ بهمن ۱۳۴۳      | ح. منصور       | [ ۴ ]  |
| ۲                       |         | حسن پاکروان (۱۳۵۸–۱۲۹۰)          |                      | ۷ بهمن ۱۳۴۳      | ۲۰ تیر ۱۳۴۵      | هویدا ۱        | [ ۵ ]  |
| ۳                       |         | هوشنگ انصاری (زادهٔ ۱۳۰۵)         |                      | ۲۰ تیر ۱۳۴۵      | ۱۸ اردیبهشت ۱۳۴۶ | هویدا ۱        | [ ۶ ]  |
| ۴                       |         | جواد منصور (زادهٔ ۱۳۰۴)           |                      | ۱۸ اردیبهشت ۱۳۴۶ | ۲۹ فروردین ۱۳۵۰  | هویدا ۱        | [ ۷ ]  |
| ۴                       | هویدا ۲ | جواد منصور (زادهٔ ۱۳۰۴)           | [ ۸ ]                | ۱۸ اردیبهشت ۱۳۴۶ | ۲۹ فروردین ۱۳۵۰  |                |        |
| ۵                       | هویدا ۲ |                                  | محمد سام (۱۳۹۴–۱۳۰۳) |                  | ۲۹ فروردین ۱۳۵۰  | ۲۱ شهریور ۱۳۵۰ | [ ۹ ]  |
| ۶                       |         | حمید رهنما (۱۳۷۵–۱۲۹۰)           |                      | ۲۲ شهریور ۱۳۵۰   | ۷ اردیبهشت ۱۳۵۳  | هویدا ۳        | [ ۱۰ ] |
| وزیر اطلاعات و جهانگردی |         |                                  |                      |                  |                  |                |        |
| ۷                       |         | غلامرضا کیانپور (۱۳۵۸–۱۳۰۸)      |                      | ۷ اردیبهشت ۱۳۵۳  | ۱۳ آبان ۱۳۵۵     | هویدا ۳        | [ ۱۱ ] |
| ۷                       |         | غلامرضا کیانپور (۱۳۵۸–۱۳۰۸)      | هویدا ۴              | ۷ اردیبهشت ۱۳۵۳  | ۱۳ آبان ۱۳۵۵     | [ ۱۲ ]         |        |
| ۸                       |         | کریم‌پاشا بهادری (زادهٔ ۱۳۰۵)      | هویدا ۴              |                  | ۱۳ آبان ۱۳۵۵     | ۱۵ مرداد ۱۳۵۶  | [ ۱۳ ] |
| ۹                       |         | داریوش همایون (۱۳۸۹–۱۳۰۷)        |                      | ۱۶ مرداد ۱۳۵۶    | ۵ شهریور ۱۳۵۷    | آموزگار        | [ ۱۴ ] |
| ۱۰                      |         | محمدرضا عاملی تهرانی (۱۳۵۸–۱۳۰۶) |                      | ۵ شهریور ۱۳۵۷    | ۱۵ آبان ۱۳۵۷     | شریف‌امامی ۳    | [ ۱۵ ] |
| ۱۱                      |         | ابوالحسن سعادتمند (۱۳۵۸–۱۲۹۸)    |                      | ۱۵ آبان ۱۳۵۷     | ۱۶ دی ۱۳۵۷       | ازهاری         | [ ۱۶ ] |
| –                       |         | سیروس آموزگار (۱۴۰۰–۱۳۱۳) سرپرست |                      | ۱۶ دی ۱۳۵۷       | ۲۲ بهمن ۱۳۵۷     | بختیار         | [ ۱۷ ] |